# Жозет Де
Жозет Де (на френски: Josette Day) е френска актриса. 

## Биография
Родена е на 31 юли 1914 година в Париж. Играе в няколко филма още като дете и отново от началото на 30-те години, като най-известните ѝ роли са в „Allo Berlin? Ici Paris!“ (1932), „La fille du puisatier“ (1940), „Красавицата и звярът“ („La Belle et la Bête“), „Ужасните родители“ („Les parents terribles“). През 1941 – 1944 година е женена за писателя и кинопродуцент Морис Паньол, а през 1950 година прекратява кариерата си, след като се жени за белгийския бизнесмен Морис Солвей.
Жозет Де умира на 27 юни 1978 година в Париж.